# Mingajny
Mingajny – wieś w Polsce położona w województwie warmińsko-mazurskim, w powiecie lidzbarskim, w gminie Orneta. Wieś leży na Równinie Orneckiej, nad rzeką Strugą Mingajńską w historycznym regionie Warmia.

## Historia
Założona w 1311 roku na prawie chełmińskim, w miejscu dawnej pruskiej osady Mynyen, przywilej lokacyjny wydał biskup warmiński Eberhard z Nysy. Na założenie wsi wydzielono 100 włók ziemi (ok. 1600 dzisiejszych hektarów), w tym 4 włóki zarezerwowano pod budowę kościoła. Po zniszczeniach wojennych w XV wieku biskup warmiński Łukasz Watzenrode odnowił w 1505 r. przywilej lokacyjny. 
W czasach I Rzeczypospolitej wieś przynależała administracyjnie do księstwa warmińskiego prowincji wielkopolskiej Korony Królestwa Polskiego. Po I rozbiorze Polski w zaborze pruskim.
W latach 1954–1959 wieś należała i była siedzibą władz gromady Mingajny, po jej zniesieniu w gromadzie Lechowo. W latach 1975–1998 miejscowość administracyjnie należała do województwa elbląskiego.

## Zabytki
- kościół pw. św. Wawrzyńca zbudowany w latach 1350-1375[4], restaurowany w XVII i XVIII w. oraz na pocz. XX w. z neogotyckim wyposażeniem wnętrza. Szczególnie godny uwagi jest późnogotycki tryptyk umieszczony w ołtarzu głównym (ołtarz z 1649 r.). Pierwsze wzmianki o kościele pochodzą z przywileju lokacyjnego wsi z 1311 roku. W dokumencie z 1338 roku wspomniano o proboszczu. Istniejący w tym czasie drewniany kościół spłonął, dlatego w latach 1350-1375, wzniesiono kościół murowany. Świątynię odrestaurowano po zniszczeniach wojennych w latach 1688-1689. W 1717 roku wyremontowano wieżę, a w latach 1899-1901 kościół został znacznie rozbudowany - podwyższono i zasklepiono nawę, podwyższono wieżę, dobudowano prezbiterium i szeroki transept. W dniu 1 czerwca 1904 roku, kościół został na nowo konsekrowany. W 1931 roku przebudowano szczyty transeptu. Kościół został uszkodzony pod koniec II wojny światowej, ale szkody usunięto. Przy ścianie północnej znajduje się stara, gotycka zakrystia. Znaczna część wystroju świątyni pochodzi z okresu  przebudowy z początku XX wieku. 
  - W główny neogotycki ołtarz wmontowano tryptyk z około 1520 roku, z wcześniejszego ołtarza szafkowego.
  - boczne ołtarze: renesansowy św. Józefa i barokowy św. Mikołaja.
  - W kruchcie pod wieżą znajduje się dużych rozmiarów krucyfiks z XVII wieku.
  - W kościele znajdują się także cenne zabytki sztuki złotniczej, w tym m.in.: monstrancja z 1674 roku, a także puszka na komunikanty (cyborium) z XVII wieku, wykonane przez Michała Ruhnaua z Jezioran, kielich z pateną z drugiej połowy XVII wieku, lampka wieczna z 1700 roku, trybularza rokokowy, wykonany przez złotnika dobromiejskiego Antoniego Kriegera[5][6].
- W okolicznych lasach znajduje się część sieci umocnień tzw. "trójkąta lidzbarskiego".